# جو جوردان
جوسيف جوردان (بالإنجليزية: Joe Jordan)‏، من مواليد 15 ديسمبر 1951 في كارلوك في اسكتلندا، لاعب كرة قدم أسكتلندي سابق، ومدرب كرة قدم أسكتلندي حالي.
لعب مع منتخب اسكتلندا لكرة القدم.

## روابط خارجية
- جو جوردان على موقع الاتحاد الدولي (مؤرشف)  (الإنجليزية)
- جو جوردان على موقع الاتحاد الأوربي (الإنجليزية)
- جو جوردان على موقع الاتحاد الإسكتلندي (الإنجليزية)
- جو جوردان على موقع قاعدة بيانات كرة القدم.إي يو (الإنجليزية)
- جو جوردان على موقع ناشيونال فوتبول تيمز (الإنجليزية)
- جو جوردان على موقع Soccerbase.com (لاعب) (الإنجليزية)
- جو جوردان على موقع Soccerbase.com (مدرب) (الإنجليزية)
- جو جوردان على موقع كووورة